# إدوين بي. كوكس
إدوين بي. كوكس هو سياسي أمريكي، ولد في 2 مايو 1870 في مقاطعة تشيسترفيلد في الولايات المتحدة، وتوفي في 11 مارس 1938 في ريتشموند في الولايات المتحدة. نشط حزبياً في الحزب الديمقراطي. وقد انتخب عضو مجلس نواب فرجينيا ‏.